# Wapen van Spaarndam

Het wapen van Spaarndam

Het wapen van Spaarndam werd op 26 juni 1816 in gebruik bevestigd door de Hoge Raad van Adel.
Hoewel Schoten op 1 mei 1817 weer van de gemeente Spaarndam werd afgesplitst, nadat het op 1 januari 1812 juist aan deze gemeente was toegevoegd, behield de Noord-Hollandse gemeente het wapen. Op 1 mei 1927 werd de gemeente Spaarndam zelf opgeheven en fuseerde ze met de gemeente Haarlem.
De herkomst van het wapen is niet zeker, vermoedelijk gaat het terug op de plaatselijke visserij.

## Blazoenering
De blazoenering van het wapen luidt als volgt:
Van zilver beladen met 3 vissen van goud, geplaatst en fasce. Op het schild een kroon van goud.
Het wapen is een zogenaamd raadselwapen omdat het twee metalen op elkaar toont: een zilveren schild met daarop een gouden voorstelling. De vissen staan boven elkaar geplaatst, en fasce betekent paalsgewijs. Zij kijken alle drie naar heraldisch links. De gebruikte kroon is een zogenaamde gravenkroon. Deze heeft drie fleurons (bladeren), met daartussen in totaal twee parels.
Abbekerk
· Akersloot
· Andijk
· Ankeveen
· Anna Paulowna
· Assendelft
· Avenhorn
· Barsingerhorn
· Beemster
· Beets
· Bennebroek
· Berkenrode
· Berkhout
· Bijlmermeer
· Blokker
· Bovenkarspel
· Broek in Waterland
· Broek op Langedijk
· Buiksloot
· Bussum
· Callantsoog
· De Rijp
· Egmond
· Egmond aan Zee
· Egmond-Binnen
· Graft
·  Graft-De Rijp
· 's-Graveland
· Groet
· Grootebroek
· Grosthuizen
· Haarlemmerliede
· Haarlemmerliede en Spaarnwoude
· Harenkarspel
· Heerhugowaard
· Hensbroek
· Hoogkarspel
· Hoogwoud
· Ilpendam
· Jisp
· Kalslagen
· Katwoude
· Koedijk
· Koog aan de Zaan
· Kortenhoef
· Krommenie
· Kwadijk
· Langedijk
· Leimuiden
· Limmen
· Marken
· Middelie
· Midwoud
· Monnickendam
· Muiden
· Naarden
· Nederhorst den Berg
· Nibbixwoud
· Niedorp
· Nieuwe Niedorp
· Nieuwendam
· Nieuwer-Amstel
· Noord-Scharwoude
· Noorder-Koggenland
· Obdam
· Oosthuizen
· Opperdoes
· Oterleek
· Oude Niedorp
· Oudendijk
· Oudkarspel
· Oudorp
· Petten
· Ransdorp
· Schardam
· Scharwoude
· Schellingwoude
· Schellinkhout
· Schermer
· Schermerhorn
· Schoorl
· Schoten
· Sijbekarspel
· Sint Maarten
· Sint Pancras
· Sloten
· Spaarndam
· Spaarnwoude
· Spanbroek
· Twisk
· Urk
· Ursem
· Veenhuizen
· Venhuizen
· Warder
· Warmenhuizen
· Waverveen
· Weesp
· Weesperkarspel
· Wervershoof
· Wester-Koggenland
· Westwoud
· Westzaan
· Wieringen
· Wieringermeer
· Wieringerwaard
· Wijdenes
. Wijdewormer
. Wijk aan Zee en Duin
· Wimmenum
· Winkel
· Wognum
· Wormer
· Wormerveer
· Zaandam
· Zaandijk
· Zeevang
· Zijpe
· Zuid-Scharwoude
· Zuid- en Noord-Schermer
· Zwaag

Dorpswapens:
Hauwert
· Volendam
· Zwaagdijk-West